# Centro médico de la Universidad de Liubliana
El Centro médico de la Universidad de Liubliana (en esloveno: Univerzitetni klinični center Ljubljana) es un centro hospitalario de Liubliana capital de Eslovenia, el mayor centro de salud en ese país europeo. Fue inaugurado oficialmente el 29 de noviembre de 1975 y para de septiembre de 2010 contaba con más de 2.000 camas y más de 7.000 empleados, por lo que es uno de los mayores centros hospitalarios de la Europa Central. Se trata de la principal base de entrenamiento para la Facultad de Medicina de Liubliana, que se encuentra cerca. El Centro Médico de la Universidad de Liubliana está dirigido actualmente por Simon Vrhunec.